# گورو یامادا
گورو یامادا (ژاپنی: 山田 午郎) فوتبالیست پیشین و مربی فوتبال اهل ژاپن است.
گورو یامادا در تیم‌هایی همچون تیم ملی فوتبال ژاپن مربی‌گری کرده‌است.